# Louis d’Affry

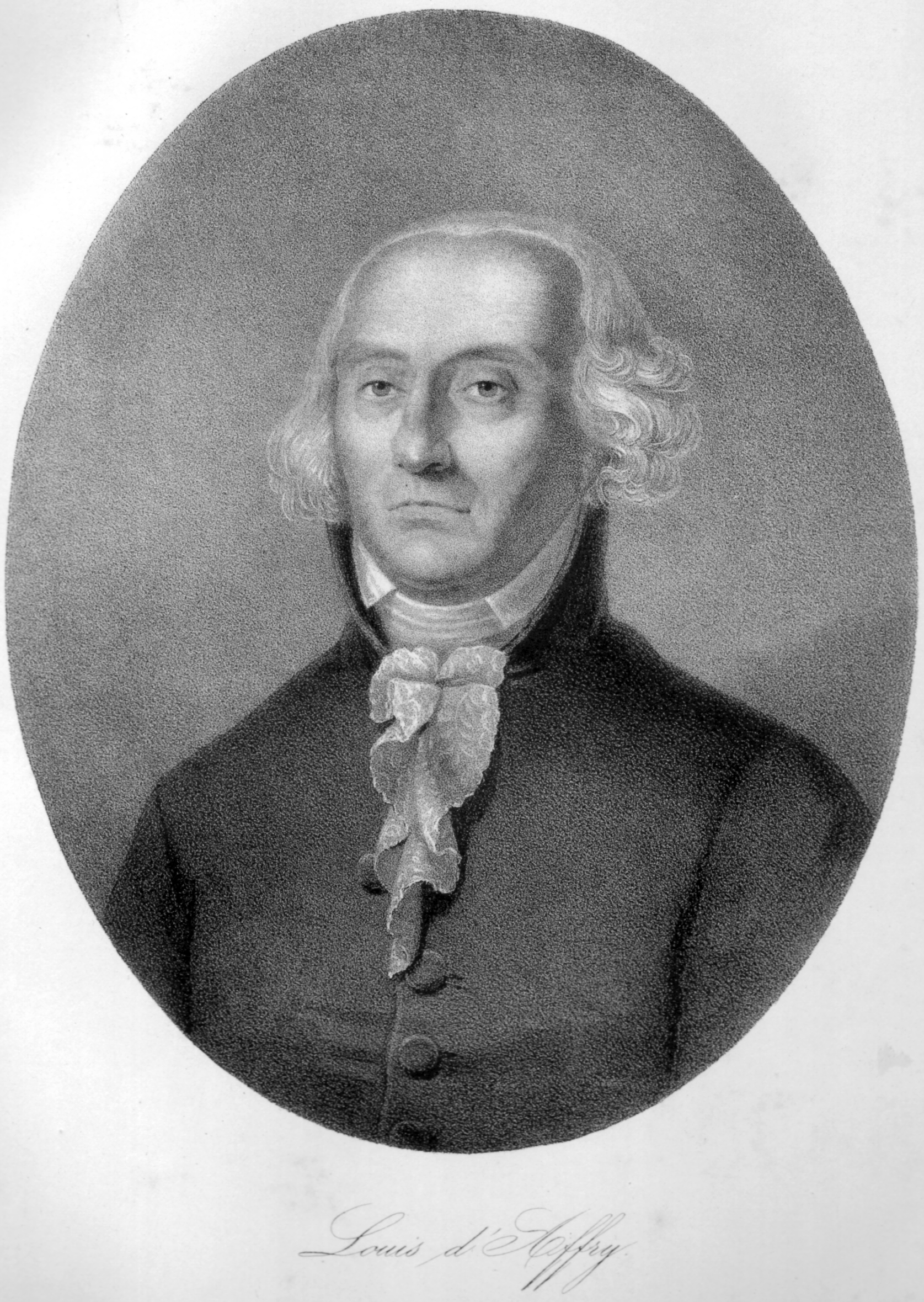
Porträt Louis d'Affrys in der Galerie der berühmten Schweizer der Neuzeit, 1882

Louis Auguste Philippe Frédéric François, 2ème Comte d’Affry (* 8. Februar 1743 in Freiburg im Üechtland; † 26. Juni 1810 ebenda) war erster Landammann der Schweiz (1803), Maréchal de camp in französischen Diensten und Schultheiss der Stadt Freiburg in der Schweiz.

## Leben
Affry wurde in Freiburg in der Schweiz als Sohn des Grafen Louis Augustin d’Affry aus einer Freiburger Patrizierfamilie geboren. Da sein Vater in französischen Solddiensten stand, erfolgte seine Ausbildung am Collège Louis-le-Grand in Paris. In jungen Jahren wurde er bereits Fähnrich der Generalkompanie der königlichen Schweizergarde in Paris. Nach mehreren erfolgreichen Kriegseinsätzen stieg Affry 1766 in der Kompanie seines Vaters zum Capitaine auf. 1780 wurde er Brigadier des armes du roi, 1784 Maréchal de camp und Kommandant des Ordre royal et militaire de Saint-Louis. 1791/92 hatte er den Oberbefehl über die französischen Truppen im Departement Haut-Rhin inne, verließ jedoch Frankreich nach dem Tuileriensturm zusammen mit seinem Vater nach der Entlassung der schweizerischen Truppen in französischen Diensten. Ab 1765 leitete er den «Rat der Sechzig», die Versammlung der herrschenden Bürgerfamilien der Stadt Freiburg. Als Napoleon vor den Toren Freiburgs i. Üe. stand, ersparte d’Affry den Truppen einen sinnlosen Kampf. 
Nachdem die Stadt am 2. März 1798 kapitulierte, endete die Alte Eidgenossenschaft und Freiburg wurde Teil der Helvetischen Republik. An der helvetischen Consulta 1803 in Paris wirkte d’Affry zwischen den zerstrittenen Parteien als Vermittler. Als die Mediationsakte in Kraft trat, wurde er durch die Gunst Napoleons 1803 erster Landammann der Schweiz und Schultheiss von Freiburg i. Üe. In den Jahren 1804 bis 1810 verteidigte er die schweizerische Neutralität und erhielt von Napoleon in den Befreiungskriegen (1809) zahlreiche Vollmachten. Louis d’Affry prägte massgeblich die Allianz zwischen der Schweiz und Frankreich in der Zeit der napoleonischen Feldzüge in Europa und galt als einer der wenigen Landammänner der Schweiz mit internationalem Format. Er starb an einem Schlaganfall in der Nacht vom 26. auf den 27. Juni 1810.

## Familie
Affry heiratete am 30. Mai 1770 Maria Anna von Diesbach (* 4. November 1753; † 1818). Das Paar hatte mehrere Kinder:
- Karl Philipp (* 7. April 1772; † 9. August 1818), Oberst der Freiburger Miliz ⚭ Maria Adelheid Philippine Dorothea von Diesbach
- Julia Maria Barbara (* 18. Mai 1774; † nach 1845)
- Maria Anna Françoise (1775–1831) ⚭ Johann Anton Wendelin Niklaus de Castella
- Wilhelm Franz Johann Jost Ludwig (* 25. Mai 1779; † 1860) ⚭ Anna Maria Barbara "Ninette" de Castella
- Maria Anna Elisabeth Julia Barbara (* 10. Oktober 1781; † 14. November 1849) ⚭ Josef Hubert Iganz Niklaus de Boccard (1785–1856)